# Rudolf Vleeskruijer

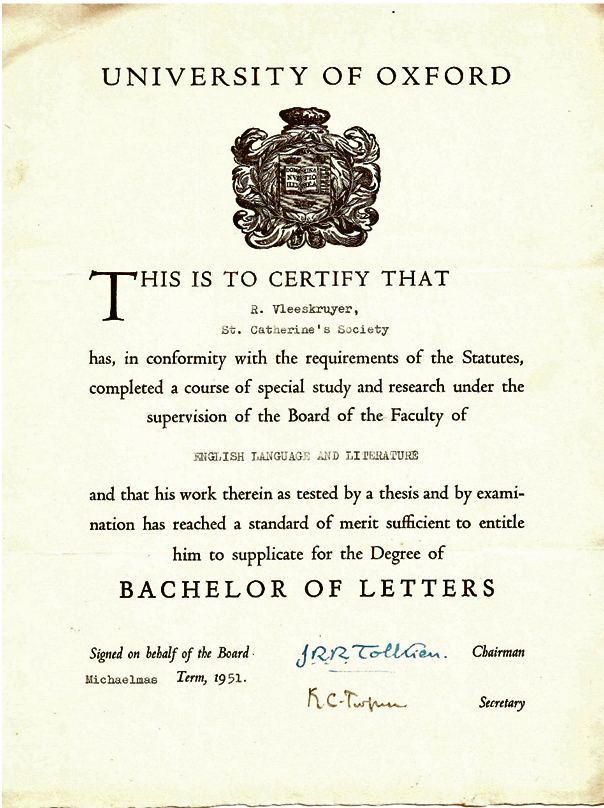
Bul Rudolf Vleeskruijer (B.Litt.Oxon), ondertekend door J.R.R. Tolkien

Rudolf Vleeskruijer  (de naam wordt ook wel geschreven als Vleeskruyer) (Amsterdam, 18 januari 1916 – Zeist, 2 juni 1966) was een Nederlands hoogleraar in de Engelse taal en de oudere Engelse letterkunde aan de Rijksuniversiteit Utrecht. 

## Leven en werk
Vleeskruijer bracht een deel van zijn jeugd (1924 tot 1929) in Engeland door. Van augustus 1945 tot mei 1946 was hij onderofficier in militaire dienst bij de eerste compagnie politie als tolk van de geallieerde troepen.
Vleeskruijer studeerde Engels aan de Gemeentelijke Universiteit van Amsterdam en behaalde zijn kandidaatsexamen op 17 juli 1941. Na het behalen van het doctoraalexamen op 29 juni 1948, begon hij in 1949 een studie aan de Universiteit van Oxford (St. Catherine College). Vleeskruijer verkreeg de titel B LITT (OXON) (Bachelor of Letters Oxoniensis) aan de Universiteit van Oxford, als lid van de St. Catherine Society, bij professor J.R.R. Tolkien in 1951. Hij promoveerde cum laude op 3 november 1953 in de letteren en wijsbegeerte aan de Universiteit van Amsterdam bij prof. dr. P.N.U. Harting op de dissertatie The Life of St. Chad, An Old English Homily.
Hij was in 1958 de oprichter van het Engels instituut aan de Rijksuniversiteit Utrecht en werd op 29 november 1957 benoemd tot de eerste hoogleraar aldaar. Vleeskruijer was getrouwd en had drie kinderen. Hij overleed op 50-jarige leeftijd te Zeist. Het tijdschrift English Studies, A Journal of English language and Literature wijdde in 1966 een artikel aan R. Vleeskruijer.